# The Outfit (jeu vidéo)
Pour les articles homonymes, voir The Outfit.
The Outfit est un jeu vidéo d'action en équipe développé pour la Xbox 360 de Microsoft. L'action se passe durant la Seconde Guerre mondiale en Europe. Le jeu combine les combats par équipe avec une composante stratégique et possède de courts interludes de vidéos.
Le jeu donne au joueur la possibilité de contrôler l'un des trois chef d'équipe (ou squad), et chacun a des spécificités (qualités et capacités) propres. Via le chef d'équipe, le joueur peut contrôler une équipe dans des missions où le décor est fortement destructible. Pour engager le combat avec l'ennemi, le joueur doit atteindre un « Field Units » (ou FU's) où les soldats peuvent améliorer leurs arsenal, piloter des tanks et beaucoup d'autres véhicules, mettre en place des mitrailleuses et des protections anti-tank ou encore appeler un bombardement.
Le jeu est composé de 12 missions pour un seul joueur et d'un support sur internet pour jouer avec d'autres joueurs sur le service Xbox Live de Microsoft. Il est possible de jouer à The Outfit avec une télévision à haute définition (ratio 16:9) et avec un son Dolby Digital surround.
À l'origine programmé pour sortir pendant l'été 2005, sa sortie eut lieu le 12 mars 2006 en Amérique du Nord. Le jeu est connu du grand public depuis le début 2005 avec l'Electronic Entertainment Expo (ou E³) au stand de THQ (le numéro #1046). Une démonstration du jeu est disponible pour les Xbox Live depuis le 6 mars 2006.